# Битва при Танпхо
Битва при Танпхо (кор. 唐浦海戰, 당포 해전, яп. 唐浦海戦) — морское сражение, состоявшееся между японским и корейским флотом в бухте Танпхо в ходе Имдинской войны. Вторая битва второй кампании Ли Сунсина.

## Краткие сведения
После битвы при Сачхоне 8 июля 1592 года корейский флот под командованием Ли Сунсина и Вон Гюна вышел в открытое море возле острова Сарян (кор. 蛇梁島, 사량도) и простоял там два дня. 10 июля адмирал получил сообщение, что новый японский флот числом в 21 судно находится в бухте Танпхо. Этим флотом командовал Кирисима Митиюки, который выслал часть воинов на берег и приказал разрушить окрестные поселения в отместку за поражение под Сачхоном.
Когда объединённая эскадра Ли Сунсина и Вон Гюна подошла к бухте Танпхо, оказалось что все японские суда стоят на якоре, разделившись на две колонны. Среди них был и флагманский корабль, на котором находился Кирисима. Ли Сунсин решил воспользоваться недвижимостью противника, окружил его и открыл огонь из пушек. Между двух вражеских колонн адмирал пустил «корабль-черепаху», который таранил и топил корабли противника. В разгаре битвы капитан одного из корейских кораблей Квон Чжон поразил стрелой японского главнокомандующего Кирисиму. Смерть последнего вызвала переполох среди японских солдат, которые принялись бежать из бухты. Во время обстрела погиб также другой японский командир Камэи Корэнори. Воспользовавшись паникой, Ли Сунсин высадил десант на берег, чтобы разрушить японскую морскую базу, но вскоре был вынужден отозвать его, поскольку узнал, что новая японская эскадра из 20 лодок отправилась от острова Коджедо на помощь флоту в Танпхо. Под вечер корейцы быстро покинули бухту, отступив к острову Чансон (кор. 昌善島, 창선도).
Через 2 дня Ли Сунсин и Вон Гюн объединились с эскадрой правого флота провинции Чолладо под руководством Ли Окки.